# Chimezie Metu
Chimezie Chukwudum Metu (Los Angeles, 22 marzo 1997) è un cestista statunitense con cittadinanza nigeriana.

## Carriera
È stato selezionato dai San Antonio Spurs al secondo giro del Draft NBA 2018 (49ª scelta assoluta).
Con la Nigeria ha disputato i Campionati mondiali del 2019 e i Giochi olimpici di Tokyo 2020.

## Statistiche

### NCAA
| Anno      | Squadra     | PG  | PT | MP   | TC%  | 3P%  | TL%  | RP  | AP  | PRP | SP  | PP   |
| --------- | ----------- | --- | -- | ---- | ---- | ---- | ---- | --- | --- | --- | --- | ---- |
| 2015-2016 | USC Trojans | 34  | 2  | 18,5 | 52,0 | 0,0  | 51,3 | 3,6 | 0,5 | 0,6 | 1,6 | 6,4  |
| 2016-2017 | USC Trojans | 36  | 36 | 31,3 | 55,2 | 50,0 | 74,1 | 7,8 | 1,4 | 0,8 | 1,5 | 14,8 |
| 2017-2018 | USC Trojans | 34  | 33 | 31,0 | 52,3 | 30,0 | 73,0 | 7,4 | 1,6 | 0,8 | 1,7 | 15,7 |
| Carriera  | Carriera    | 104 | 71 | 27,0 | 53,4 | 30,2 | 69,2 | 6,3 | 1,2 | 0,7 | 1,6 | 12,4 |

#### Massimi in carriera
- Massimo di punti: 31 vs California-Santa Barbara (17 dicembre 2017)[1]
- Massimo di rimbalzi: 14 vs California-Los Angeles (9 marzo 2017)
- Massimo di assist: 5 vs Stanford (24 gennaio 2018)
- Massimo di palle rubate: 4 (2 volte)
- Massimo di stoppate: 6 vs Colorado-Boulder (10 gennaio 2018)
- Massimo di minuti giocati: 44 vs Princeton (19 dicembre 2017)

### NBA

#### Regular Season
| Anno      | Squadra           | PG  | PT | MP   | TC%  | 3P%  | TL%  | RP  | AP  | PRP | SP  | PP   |
| --------- | ----------------- | --- | -- | ---- | ---- | ---- | ---- | --- | --- | --- | --- | ---- |
| 2018-2019 | San Antonio Spurs | 29  | 0  | 5,0  | 32,8 | 0,0  | 76,5 | 1,2 | 0,4 | 0,2 | 0,1 | 1,8  |
| 2019-2020 | San Antonio Spurs | 18  | 0  | 5,8  | 57,1 | 0,0  | 76,9 | 1,8 | 0,6 | 0,2 | 0,3 | 3,2  |
| 2020-2021 | Sacramento Kings  | 36  | 6  | 13,6 | 50,8 | 35,1 | 72,1 | 3,1 | 0,8 | 0,4 | 0,5 | 6,3  |
| 2021-2022 | Sacramento Kings  | 60  | 20 | 21,3 | 45,2 | 30,6 | 78,0 | 5,6 | 1,0 | 0,9 | 0,5 | 8,9  |
| 2022-2023 | Sacramento Kings  | 66  | 0  | 10,4 | 58,9 | 23,7 | 74,0 | 3,0 | 0,6 | 0,3 | 0,3 | 4,9  |
| 2023-2024 | Phoenix Suns      | 37  | 5  | 12,1 | 50,8 | 29,4 | 88,4 | 3,0 | 0,5 | 0,5 | 0,2 | 5,0  |
| 2023-2024 | Detroit Pistons   | 14  | 7  | 29,4 | 50,0 | 30,2 | 95,2 | 6,0 | 1,9 | 1,7 | 0,5 | 10,5 |
| Carriera  | Carriera          | 260 | 38 | 13,7 | 49,5 | 29,8 | 78,7 | 3,5 | 0,8 | 0,5 | 0,4 | 5,9  |

#### Playoffs
| Anno | Squadra          | PG | PT | MP  | TC% | 3P% | TL%  | RP  | AP  | PRP | SP  | PP  |
| ---- | ---------------- | -- | -- | --- | --- | --- | ---- | --- | --- | --- | --- | --- |
| 2023 | Sacramento Kings | 3  | 0  | 2,0 | 0,0 | -   | 66,7 | 0,3 | 0,0 | 0,0 | 0,0 | 0,7 |

#### Massimi in carriera
- Massimo di punti: 23 vs Dallas Mavericks (25 dicembre 2023)[2]
- Massimo di rimbalzi: 19 vs Dallas Mavericks (25 dicembre 2023)
- Massimo di assist: 4 (4 volte)
- Massimo di palle rubate: 5 vs Atlanta Hawks (3 aprile 2024)
- Massimo di stoppate: 5 vs Los Angeles Clippers (4 dicembre 2021)
- Massimo di minuti giocati: 43 vs Brooklyn Nets (6 aprile 2024)

## Palmarès
- Liga catalana: 1

Barcellona: 2024